# Nicrophorus kieticus
Nicrophorus kieticus es una especie de escarabajo enterrador del género Nicrophorus, categorizada en la tribu Nicrophorini, de la subfamilia Nicrophorinae. Fue descrita por Mroczkowski en 1959.

## Distribución
Se distribuye por Oceanía: Islas Salomón.